# Ivica Lovinčić
Ivica Lovinčić (Lučani, 15. srpnja 1911. – Brinje, 16. ožujka 1942.) bio je aktivist KPJ i narodni heroj Jugoslavije.

## Životopis
Četiri razreda škole završio je u Brinju. Kao petnaestogodišnjak otišao je u Zagreb gdje mu je živjela sestra. Suprug joj je bio radnik u tvornici likera i bio je sindikalist. On je uspio mladog Lovinčića upisati u zanatsku školu i dovesti na praksu k sebi u tvornicu. Još u vrijeme izučavanja zanata, pod utjecajem zeta postao je ljevičar i sindikalist. Kad je 1929. završio naukovanje i postao strojobravar, radnici su ga u tvornici izabrali za svog omladinskog sindikalnog povjerenika. Prvi put je uhićen zbog sudjelovanja u štrajkovima zajedno sa zetom. Proveo je u zatvoru nekoliko mjeseci, ali je pušten zbog nedostatka dokaza, dok mu je zet protjeran u rodni Gorski kotar. Zbog svog sindikalnog rada vlasnik tvornice dao mu je otkaz 23. svibnja 1930. Nakon pauze uspio se zaposliti u tvornici sanitetskih uređaja gdje i dalje aktivno sudjelovao u sindikalnom radu i organiziranju štrajkova, često pod prismotrom policije. Nakon odsluženja vojnog roka u mornarici u Šibeniku, zaposlio se u tvornici za izradu papirne ambalaže kao strojobravar na održavanju strojeva, koja je po njemu dobila ime nakon Drugog svjetskog rata. U svojim sindikalnim aktivnostima i sudjelovanju na radničkim prosvjedima upoznao je i Radu Končara te još govorljivije radio na zaštiti radničkih prava. Dok je radio u toj tvornici, postao je 1940. godine i član Komunističke partije Jugoslavije. Neposredno pred njemački napad na Jugoslaviju policija ga opet uhićuje zajedno s velikim brojem ljevičara i članova partije. Ovaj put ga uspijeva spasiti sestra nakon dva mjeseca mučnih traženja veza i podmićivanja. U lipnju 1941. kao član Partije odlazi po zadatku u Liku, u rodni kraj, zbog pripreme ustanka. U Zagrebu su mu ostali supruga i dijete. U Brinju se povezuje s određenim Hrvatima i Srbima iz okolnih sela koja su se osjećala ugroženima od Pavelićeva režima i pripremaju se za napade na talijanske straže i ustaške postrojbe. Osnovan je prvi partizanski logor na brdu Svakuša iznad sela Lučana neposredno uz Brinje. Tu su obučavali pobunjenike u rukovanju oružjem, propagandnoj djelatnosti i zakonitostima gerilskog ratovanja. Dijelili su po selima propagandni materijal i planirali oružane akcije. Prva oružana akcija u kotaru Brinje izvedena je 26. kolovoza 1941. Bio je to napad na Janka Vukovića i njegovu u Žutoj Lokvi, kada je Vuković ubijen. Akciju je predvodio Ivica Lovinčić i imala je veliki odsjek u brinjskom kraju. Talijani su za njim raspisali potjernicu i ucijenili mu glavu na 100.000 lira. Ustanci su imali još jedan logor i to na brdu Panos koji se mogao puno lakše obraniti od onoga u Svakuši u slučaju napada, a napad je uskoro uslijedio, ali je uspješno odbijen. I dalje je neumorno agitirao među narodom, češće tajno ulazio u Brinje radeći na propagiranju ustanka. Uhvaćen je na prijevaru u Brinju: dobio je poruku od "povjerljivog" čovjeka da je nabavio pet bombi, jedan pištolj i nešto streljiva, i kad je došao po to s jednim mladićem skojevcem, uhvatio ga je talijanski časnik onesvjestivši ga udarcem kundakom puške u glavu. Uhvaćen je i mladi skojevac. Strijeljani su 16. ožujka 1942. Za narodnog heroja proglašen je 14. prosinca 1949. godine.